# Estadio de Kioto
El Estadio Sanga (en japonés, サンガスタジアム, Sangasutajiamu), anteriormente conocido como Estadio de Kioto (京都スタジアム, Kyōto sutajiamu), es un estadio de fútbol situado en la ciudad de Kameoka, en la prefectura de Kioto, en Japón. El estadio fue inaugurado en 2020 y tiene una capacidad para 21 623 personas. Actualmente es el campo del Kyoto Sanga FC, que juega en la J1 League.
En 2019, los derechos del nombre fueron adquiridos por la empresa japonesa de cerámica e impresoras Kyocera, por 2.000 millones de yenes, durante los veinte años siguientes. Desde entonces se llama, en consecuencia, Estadio Sanga Kyocera. 